# راه رفتن در حالت مستی
راه رفتن در حالت مستی به افرادی اشاره دارد که به دلیل مصرف الکل در فضاهای عمومی راه می‌روند. در حالی که سال‌هاست که انگ‌های اجتماعی و قوانین علیه رانندگی در حالت مستی وجود دارد، خطرات شخصی و اجتماعی در مورد راه رفتن در مستی به تازگی آشکار شده است. یک مطالعه در مورد عابران پیاده‌ای که با وسایل نقلیه برخورد کرده‌اند، نشان داد که مصرف‌کنندگان الکل دو برابر بیشتر از عابران پیاده هوشیار احتمال دارد که برخلاف چراغ راهنما یا خارج از خط عابر پیاده، از معابر عبور کنند. مصرف الکل همچنین با جراحات شدیدتر و مدت زمان بستری طولانی‌تر در بیمارستان مرتبط بود (۳٫۸۹ روز در مقابل ۱٫۸۲ روز).

## آمار

### آمریکا
داده‌های وزارت حمل و نقل ایالات متحده در سال ۲۰۰۹ گزارش داد که ۴٬۰۹۲ عابر پیاده کشته شدند و ۱۳٫۶٪ از آن‌ها تحت تأثیر الکل، مواد مخدر یا دارو بودند. آسیب‌های عابران پیاده ۱۱٪ از تمام مرگ و میرهای کاربران جاده را تشکیل می‌دهد. در ایالات متحده در سال ۲۰۰۶، ۴٬۷۸۴ مورد مرگ و ۶۱٬۰۰۰ مورد آسیب ناشی از آسیب‌های عابران پیاده ثبت شد. در سال ۲۰۰۷، ۴٬۶۵۴ مورد مرگ و ۷۰٬۰۰۰ موردجراحت گزارش شد.

### کانادا
در کانادا، آسیب یکی از منابع اصلی مرگ و میر برای افرادی است که زیر ۴۵ سال سن دارند و چهارمین دلیل اصلی مرگ برای تمام سنین محسوب می‌شود. آسیب‌های عابر پیاده تقریباً ۴٬۰۰۰ بستری در بیمارستان را در کانادا سالانه به همراه دارد.  نتیجه این آسیب‌ها ناشی از تعامل عوامل محیطی در حال تغییر است.

### استرالیا
در سال ۲۰۱۱، شورای عابران پیاده استرالیا یک کمپین به نام «هرگز نگذارید دوستی مست به خانه برود» راه‌اندازی کرد تا تعداد بالای عابران پیاده کشته شده در جاده‌های استرالیا را کاهش دهد. ۲۰٪ از عابران پیاده کشته شده در جاده‌های استرالیا دارای BAC (میزان الکل خون) بالای ۰٫۰۵٪ هستند، و ۳۰٪ از کسانی که کشته یا به شدت آسیب دیده‌اند، BAC بالای ۰٫۰۸٪ دارند.
بین سال‌های ۲۰۰۳ تا ۲۰۰۶ در آدلاید، ۴۰ مورد مرگ عابران پیاده ثبت شد که از این تعداد ۱۲ نفر مست بودند. در سه یا چهار مورد از این موارد، مشخص شد که آن‌ها در شب یا در حال نشستن یا دراز کشیدن روی زمین بودند. در استرالیا، مردان بزرگ‌ترین مقصران هستند، با مطالعه‌ای که بین سال‌های ۱۹۹۸ تا ۲۰۰۲ انجام شد، ۳۸٪ از حوادث مرگبار عابران پیاده مربوط به مردان ۱۵ تا ۵۴ ساله بود و از این تعداد ۷۸٪ بیشتر از حد مجاز الکل برای رانندگی بودند.

## قانونی بودن

### اسپانیا
در سال ۲۰۱۵، مقامات اسپانیایی قوانینی را پیشنهاد کردند که به افسران پلیس اجازه می‌داد از عابران پیاده‌ای که در تصادفات دخیل بوده‌اند، آزمایش تنفس بگیرند. از سال ۲۰۲۳، عابران پیاده‌ای که از آزمایش الکل خودداری کنند، می‌توانند تا ۱۰۰۰ یورو جریمه شوند.

### ایالات متحده

#### آیووا
مست بودن یا تظاهر به مستی در مکان عمومی در ایالت آیووا جرم محسوب می‌شود.